# SEAT Córdoba WRC
De SEAT Córdoba WRC is een rallyauto, gebaseerd op de SEAT Córdoba en ingedeeld in de World Rally Car categorie, die door SEAT werd ingezet in het Wereldkampioenschap rally, tussen het seizoen 1998 en 2000.